# ハシホン!スポーツ秘話
ハシホン!スポーツ秘話（-ひわ）は日テレG+で2010年10月2日から放送されていたスポーツトーク番組（フェザンレーヴ製作）である。遅くとも2012年3月までに終了。

## 概要
番組のホストは野球解説者の橋本清と、サッカー解説者・指導者の本田泰人の同い年の2人。毎回スポーツの世界で活躍するアスリートを高級パーを使用したスタジオに招き、その選手の競技者としての魅力、またそのスポーツに対する思いや苦労・素顔を語り合う。

## 出演者
- 橋本清
- 本田泰人
- 岡田眞善（バーテンダーに扮している。ナレーションも担当）

## 放送日
- 初回更新　原則毎月第1・3土曜22:30-23:00

以後随時再放送